# 尹家街道
尹家街道，是中华人民共和国辽宁省沈阳市沈北新区下辖的一个乡镇级行政单位。

## 行政区划
尹家街道下辖以下地区：
尹家社区、小营子社区、光荣社区、茨榆坨社区、曙光社区、东拉拉社区、永丰社区、穆家社区、新农社区、沟子沿社区和创业社区。